# حيرام عباس
حيرام عباس (بالتركية: Hiram Abas)‏ هو موظف مدني تركي، ولد في 1932 في إسطنبول في تركيا، وتوفي بنفس المكان في 26 سبتمبر 1990.